# ヘトリスヘイジ発電所
ヘトリスヘイジ発電所（ヘトリスヘイジはつでんしょ）またはヘッドリスヘイディ地熱発電所（ヘッドリスヘイディちねつはつでんしょ、ヘットリスヘイディ地熱発電所とも、氷島語：Hellisheiðarvirkjun、英：Hellisheiði Power Station）とは、アイスランドの地熱発電所である。世界第2位の規模をもつこの発電所は、同国内1位の規模をもっている。同発電所は南西アイスランドのヘインギットルに位置している。近くには同様の地熱発電所であるネーシャヴェトリル発電所が11 km (7 mi)離れて存在する。2011年10月には303メガワットの電力と133メガワットの熱湯を生み出してきた。現在、電気出力400メガワットを目標にタービンを増設中である。この発電容量を達成できた暁には、設備出力の点において世界最大規模の地熱発電所にランクされることとなる。

## 歴史
当発電所は、2006年、それぞれが三菱重工製出力45メガワットの蒸気タービン2基で電力生産を開始した。2007年には、東芝製33メガワット低圧蒸気タービンが追加され、発電を開始した。2008年には、さらに45メガワット出力タービン2基が追加された。この2機はSkarðsmýrarfjall山から蒸気を供給されている。同年、同発電所を所有するレイキャビク・エネルギー社と発電所の設置にかかわる三菱重工業、独バルケデュール社（Balcke－Durr GmbH）の間で地熱発電設備5基を設置する契約を交わした。
2010年には熱水プラントが導入され、現在133メガワットの湯を生産し、レイキャヴィークの各家庭に供給している。2011年10月1日、最新の45メガワット高圧蒸気タービン2基が発電システムに追加された。